# 42e cérémonie des Hong Kong Film Awards
La 42e cérémonie des Hong Kong Film Awards se déroule le 14 avril 2024.
Le film A Guilty Conscience de Jack Ng remporte le prix du meilleur film. Le film Once Upon a Time in Hong Kong (The Goldfinger) est récompensé de six prix dont celui du meilleur acteur pour Tony Leung Chiu-wai qui reçoit ce prix pour la sixième fois,,.

## Meilleur film
- A Guilty Conscience de Jack Ng
  - In Broad Daylight de Lawrence Kwan
  - Time Still Turns the Pages de Nick Cheuk
  - Mad Fate de Soi Cheang
  - Once Upon a Time in Hong Kong (The Goldfinger) de Felix Chong

## Meilleur réalisateur
- Soi Cheang pour Mad Fate
  - Nick Cheuk pour Time Still Turns the Pages
  - Felix Chong pour Once Upon a Time in Hong Kong (The Goldfinger)
  - Jack Ng pour A Guilty Conscience
  - Lawrence Kwan pour In Broad Daylight

## Meilleur scénario
- Melvin Li et Yau Nai-hoi pour Mad Fate
  - Lawrence Kwan, Li Cheuk-fung et Tong Chui-ping pour In Broad Daylight
  - Nick Cheuk pour Time Still Turns the Pages
  - Felix Chong pour Once Upon a Time in Hong Kong (The Goldfinger)
  - Jack Ng, Jay Cheung et Terry Lam pour A Guilty Conscience

## Meilleur acteur
- Tony Leung Chiu-wai pour son rôle dans Once Upon a Time in Hong Kong (The Goldfinger)
  - Bowie Lam pour son rôle dans In Broad Daylight
  - Siuyea Lo pour son rôle dans Time Still Turns the Pages
  - Dayo Wong pour son rôle dans A Guilty Conscience
  - Dong Chengpeng pour son rôle dans Dust to Dust

## Meilleure actrice
- Jennifer Yu pour son rôle dans In Broad Daylight
  - Kay Tse pour son rôle dans Band Four
  - Michelle Wai pour son rôle dans Ready O/R Rot
  - Louise Wong pour son rôle dans A Guilty Conscience
  - Chung Suet Ying pour son rôle dans The Lyricist Wannabe

## Meilleur second rôle masculin
- David Chiang pour son rôle dans In Broad Daylight
  - Sean Wong pour son rôle dans Time Still Turns the Pages
  - Jiro Lee pour son rôle dans Over My Dead Body
  - Wu Kang-ren pour son rôle dans Fly Me to the Moon
  - Tse Kwan-ho pour son rôle dans A Guilty Conscience

## Meilleur second rôle féminin
- Rachel Leung pour son rôle dans In Broad Daylight
  - Elaine Jin pour son rôle dans Ready O/R Rot
  - Rosa Maria Velasco pour son rôle dans Time Still Turns the Pages
  - Renci Yeung pour son rôle dans A Guilty Conscience
  - Fish Liew pour son rôle dansA Guilty Conscience

## Meilleur nouvel interprète
- Yoyo Tse pour son rôle dans Fly Me to the Moon
  - Sabrina Ng pour son rôle dans Say I Do To Me
  - Rondi Chan pour son rôle dans Band Four
  - Hui Yuet-sheung pour son rôle dans In Broad Daylight
  - Curtis Ho pour son rôle dans Time Still Turns the Pages

## Meilleur nouveau réalisateur
- Nick Cheuk pour Time Still Turns the Pages
  - Lawrence Kwan pour In Broad Daylight
  - Sasha Chuk pour Fly Me To The Moon
  - Jack Ng pour A Guilty Conscience
  - Jonathan Li pour Dust to Dust

## Meilleure photographie
- Anthony Pun pour Once Upon a Time in Hong Kong (The Goldfinger)
  - Meteor Cheung pour In Broad Daylight
  - Meteor Cheung pour Time Still Turns the Pages
  - Cheng Siu Keung et To Hung Mo pour Mad Fate
  - Jason Kwan pour I Did It My Way

## Meilleur montage
- Allen Leung et David Richardson pour Mad Fate
  - Lo Wai Lun pour In Broad Daylight
  - Keith Chan Hiu-chun et Nick Cheuk pour Time Still Turns the Pages
  - William Chang et Curran Pang pour Once Upon a Time in Hong Kong (The Goldfinger)
  - Chan Ki Hop pour son rôle dansA Guilty Conscience

## Meilleurs décors
- Eric Lam pour Once Upon a Time in Hong Kong (The Goldfinger)
  - Ceci Fok Pui Sze et Cheung Bing pour Back Home
  - Albert Poon et Kate Tse pour In Broad Daylight
  - Irving Cheung pour Time Still Turns the Pages
  - Bruce Yu et Cat Leung pour Mad Fate

## Meilleurs costumes et maquillages
- Man Lim Chung pour Once Upon a Time in Hong Kong (The Goldfinger)
  - Albert Poon et Chan Hau Sin pour In Broad Daylight
  - Stephanie Wong pour Over My Dead Body
  - William Chang et Seven Dos Santos pour Fly Me To The Moon
  - Bruce Yu et Karen Yip pour Mad Fate

## Meilleure chorégraphie d'action
- Stephen Tung pour Bursting Point
  - Kenji Tanigaki et Yan Hwa pour Sakra, la légende des demi-dieux
  - Jack Wong pour Mad Fate
  - Nicky Li pour The White Storm 3: Heaven or Hell
  - Chin Ka-lok pour I Did It My Way

## Meilleure musique de film
- Teddy Robin et Day Tai pour Band Four
  - Chu Wan-pin pour In Broad Daylight
  - Hanz Au, Iris Liu et Jolyon Cheung pour Time Still Turns the Pages
  - Day Tai pour Once Upon a Time in Hong Kong (The Goldfinger)
  - Wong Kin-wai pour The Lyricist Wannabe

## Meilleure chanson originale
- A Lyricist Wannabe pour The Lyricist Wannabe
  - 一個人走走 pour Say I Do To Me
  - If I Don't Remember pour Band Four
  - 光漂白 pour In Broad Daylight
  - Let's Get To The Top pour Once Upon a Time in Hong Kong (The Goldfinger)

## Meilleur son
- Nopawat Likitwong pour Once Upon a Time in Hong Kong (The Goldfinger)
  - Chill Yang pour In Broad Daylight
  - Thomas Cheng et Chill Yang pour Mad Fate
  - Dave Cheung pour Dust to Dust
  - Nip Kei Wing, Lam Siu Yu et Viola Chan pour Bursting Point

## Meilleurs effets visuels
- Lik Wong et Benson Poon pour Once Upon a Time in Hong Kong (The Goldfinger)
  - Chan Tik Hoi pour Water, Back Home
  - Tommy Cheung, Edwin Chow Chi-ho et Chum Yin pour Mad Fate
  - Alex Lim Hung-fung, Jules Lin Chun-yue, Ho Man-lok et Yee Kwok-leung pour Cyber Heist
  - Yuan Huatang, Wang Xiqing et Dennis Yeung pour Bursting Point

## Meilleur film asiatique de langue chinoise
- The Pig, the Snake and the Pigeon de Wong Ching-po •  Taïwan
  - No More Bets de Shen Ao •  Chine
  - Abang Adik de Jin Ong •  Malaisie
  - Full River Red de Zhang Yimou •  Chine
  - Marry My Dead Body de Cheng Wei-hao •  Taïwan

## Récompenses spéciales

### Lifetime Achievement Award
- Sammo Hung

### Professional Spirit Award
- Tong Ping